# Fearless Love
Fearless Love è l'undicesimo album discografico in studio della cantautrice statunitense Melissa Etheridge, pubblicato nel 2010.

## Tracce
1. Fearless Love – 4:28
2. The Wanting of You – 4:12
3. Company – 4:53
4. Miss California – 4:00
5. Drag Me Away – 4:41
6. Indiana – 5:28
7. Nervous – 3:12
8. Heaven on Earth – 3:47
9. We Are the Ones – 5:39
10. Only Love – 5:43
11. To Be Loved – 5:16
12. Gently We Row – 5:11

Bonus tracks
1. The Heart of a Woman - 5:16
2. Away - 4:37